# Internationaal Franz Liszt Pianoconcours

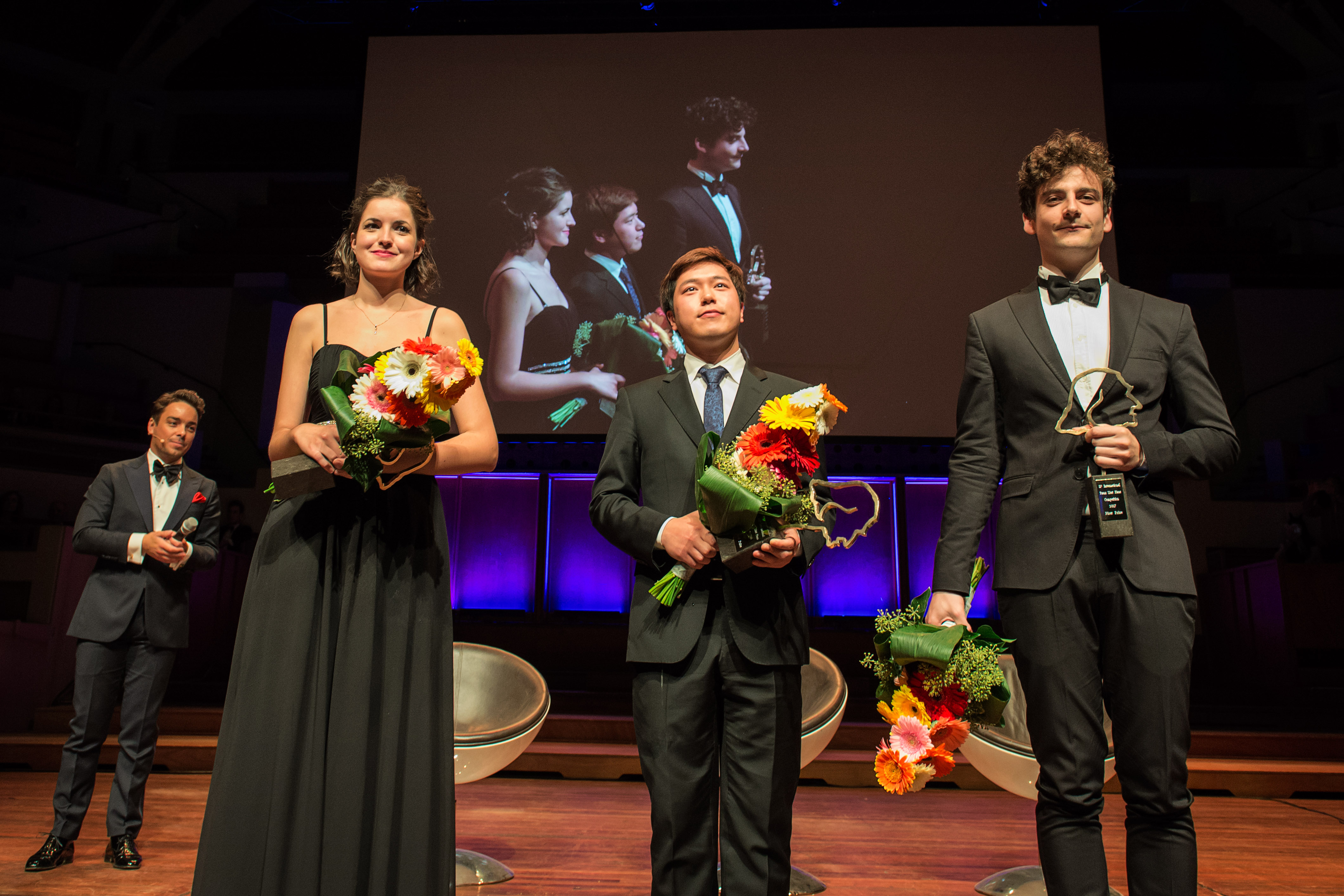
Prijswinnaars Liszt Concours 2017

Het Internationaal Franz Liszt Pianoconcours is een concours voor jonge pianisten in de leeftijd 19 tot 29 jaar dat om de drie jaar plaatsvindt in Utrecht in TivoliVredenburg (voorheen Muziekcentrum Vredenburg). Het concours is volledig gewijd aan de pianomuziek van Franz Liszt. Daarnaast kenmerkt het concours zich door de uitgebreide begeleiding van de deelnemers en de carrièrebegeleiding en internationale concertengagementen voor de prijswinnaars.
Tijdens het concours verblijven de deelnemers in gastgezinnen.
De (internationale) jury wordt gevormd door belangrijke musici en docenten, onder anderen Lazar Berman, France Clidat, Arnaldo Cohen, Andrzej Jasínski, Cyprien Katsaris, Louis Kentner, Mikhail Voskresensky en Earl Wild.
De Stichting Liszt Concours organiseert naast de concoursen ook regelmatig internationale pianomasterclasses (zowel in Nederland als daarbuiten) met vooraanstaande pianisten, zoals Andrea Bonatta, Oxana Yablonskaya, Dominique Merlet en Leslie Howard.
De editie van 2020 moest worden afgelast vanwege de coronapandemie die dat jaar uitbrak. In plaats daarvan werd deze online gehouden. De deelnemers konden een online-video insturen en daarop konden mensen dan stemmen. Aan de hand daarvan werd de winnaar van deze editie bepaald.

## Lijst van winnaars
| Jaar | Eerste prijs                          | Tweede prijs                   | Derde prijs                                                  |
| ---- | ------------------------------------- | ------------------------------ | ------------------------------------------------------------ |
| 1986 | Martyn van den Hoek, Nederland        | Gregorio Nardi, Italië         | Michael Lewin, Verenigde Staten                              |
| 1989 | Enrico Pace, Italië                   | Alexei Orlovetski, Sovjet-Unie | Wibi Soerjadi, Nederland                                     |
| 1992 | Sergey Pashkevich, Rusland            | Evelina Vorontsova, Rusland    | Evelina Borbély, Rusland                                     |
| 1996 | Igor Roma, Italië                     | niet uitgereikt                | Tomoko Narata, Japan en Chi Wu, China (ex aequo)             |
| 1999 | Masaru Okada, Japan                   | Mariangela Vacatello, Italië   | Yundi Li, China                                              |
| 2002 | Jean Dubé, Frankrijk                  | Ilona Timchenko, Rusland       | Giancarlo Crespeau, Frankrijk                                |
| 2005 | Yingdi Sun, China                     | Anton Salnikov, Rusland        | Christiaan Kuyvenhoven, Nederland                            |
| 2008 | Vitaly Pisarenko, Rusland             | Nino Gvetadze, Georgië         | Anzhelika Fuks, geboren in Oekraïne, woonachtig in Hongarije |
| 2011 | Masataka Goto, Japan                  | Olga Kozlova, Rusland          | Oleksandr Poliykov, Oekraïne                                 |
| 2014 | Mariam Batsashvili, Georgië           | Peter Klimo, Verenigde Staten  | Mengjie Han, Nederland                                       |
| 2017 | Alexander Ullman, Verenigd Koninkrijk | Minsoo Hong, Zuid-Korea        | Dina Ivanova, Rusland                                        |
| 2020 | Yukine Kuroki                         | Yeon-Min Park                  | Derek Wang                                                   |